# Industrikreditaktiebolaget

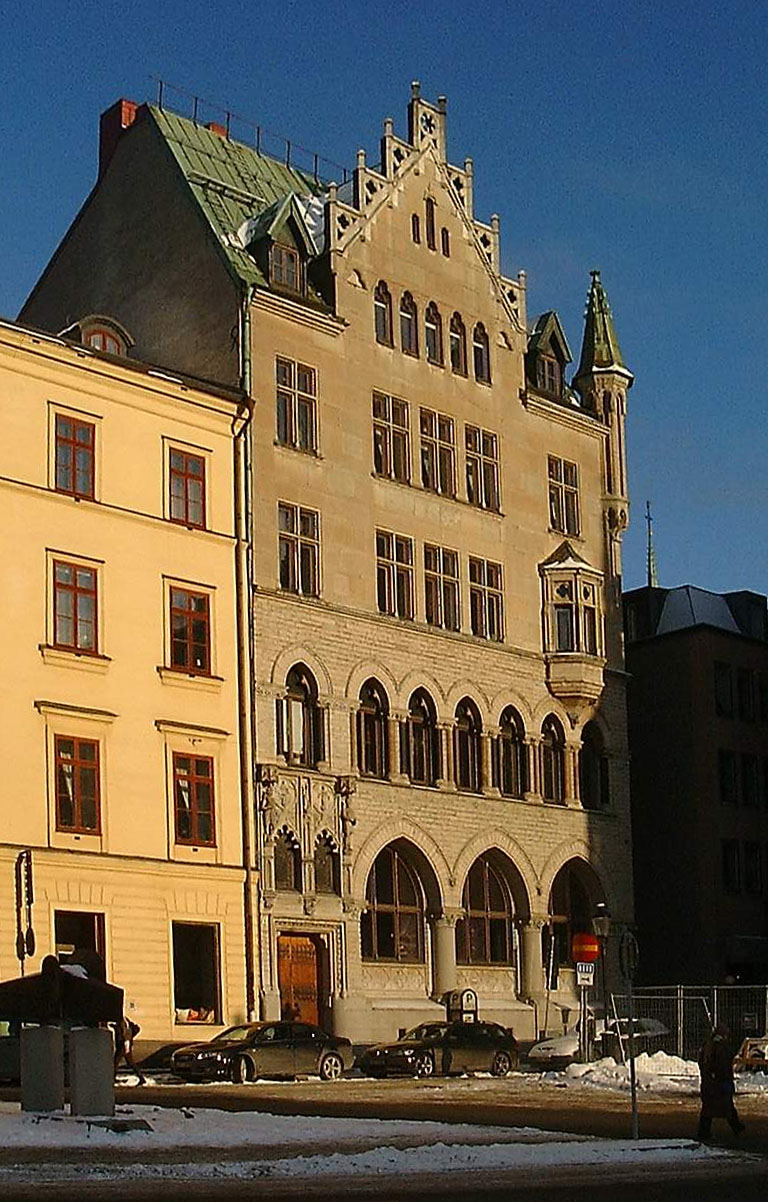
Munkbron 9

Industrikreditaktiebolaget i Stockholm var en svensk affärsbank grundad i Stockholm 1865.
Banken huserade till en början i hyrda lokaler på Lilla Nygatan 4, och skaffade sig i slutet av 1870-talet ett avdelningskontor i Hypoteksbankens hus på Arsenalsgatan 10. 1891-93 lät man uppföra ett eget bankhus på Munkbron 9. 1907 fusionerades banken med Skandinaviska Kreditaktiebolaget.